# Kościół pofranciszkański Narodzenia Najświętszej Maryi Panny w Śremie
Kościół pofranciszkański Narodzenia Najświętszej Maryi Panny w Śremie – dawny kościół Franciszkanów znajdujący się w Śremie, przy ulicy Poznańskiej. Obecnie jest to kościół filialny parafii Najświętszej Marii Panny Wniebowziętej w Śremie.

## Historia
Jest to barokowa budowla, wybudowana na przełomie XVII i XVIII stulecia przy wykorzystaniu murów starszej świątyni murowanej z I połowy XVII stulecia, zapewne ufundowana przez króla Zygmunta III Wazę.

## Architektura i wyposażenie
Jest to świątynia trzynawowa, halowa z węższym i starszym prezbiterium. Wnętrze nawy przykryte jest sklepieniem żeglastym, wnętrze prezbiterium pokryte jest sklepieniem kolebkowym z lunetami i z późnorenesansową sztukaterią. Wyposażenie budowli posiada charakterystyczne dla zakonu Franciszkanów ołtarze, reprezentuje głównie style: barokowy i rokokowy. W ołtarzu głównym znajduje się obraz z XVIII stulecia Adoracja Matki Bożej z Dzieciątkiem przez dwóch Franciszkanów.
Kościół posiada również cenne rokokowe stalle w prezbiterium z XVIII stulecia. W nawie umieszczona jest barokowa ambona z 1817 roku w formie łodzi św. Piotra z rozpiętym żaglem. Na zewnętrznej elewacji przy wejściu jest umieszczona tablica poświęcona księdzu Antoniemu Rzadkiemu – zamordowanemu w 1939 roku kierownikowi konwiktu arcybiskupiego, mieszczącego się w klasztorze.